# قوچقر
قوچقر، روستایی در دهستان بام بخش بام شهرستان بام و صفی‌آباد در استان خراسان شمالی ایران است.

## جغرافیای روستا
روستای قوچقر در شهرستان بام و صفی‌آباد قرار دارد و برای رفتن به این روستا باید از سمت بام به سمت قارضی و کلاته و دوراهی سمت راست روستای قوچقر حرکت کرد.

## کوه‌های روستا
کوه‌های معروف روستا کوه
۱. دل دل است که شامل سه کوه است به نام‌های کیچه داغ کاتا داغ و دل دل که برای چرای گوسفندان و جمع‌آوری گونه‌های گیاهان دارویی و درمانی و همچنین چشمه همیشه جاری فره از این ۳ کوه سرچشمه می‌گیرد.

## آب و هوای روستا
آب و هوای روستا مرطوب با تابستان‌های گرم و زمستان‌های سرد و نسبتاً مرطوب است. درجه حرارت هوا در گرمترین موقع سال در ماه‌های مرداد (برج اسد) و شهریور (برج سنبله) تا ۳۵درجه سانتیگراد می‌رسد و بارش باران به صورت پراکنده از ماه اردیبهشت (برج ثور) تا دی ماه (برج جدی) است.

## پوشش گیاهی روستا
پوشش گیاهی این روستا رامی توان با توجه به موقعیت جغرافیایی آن به دو قسمت کوهستانی و دشتی طبقه‌بندی کرد:

### پوشش گیاهی بخش کوهستانی
به غیر از درختان ارس که در بلندیهای شاه جهان، و کوه شاه حسن و به‌طور پراکنده قابل مشاهده می‌باشد، اغلب از درختان پسته، انار، زبان گنجشک، زرشک، ارغوان و انجیر وحشی، بومادران، اسطوقدوس، قسنی، کتیرا، گون و غیره… تشکیل شده‌است.

#### پوشش گیاهی بخش دشتی
این بخش به دلیل قرار گرفتن در شرایط آب و هوایی گرم و داشتن زمین‌های رسی دارای گیاهانی چون پیاز کوهی، درمنه، خارشتر، بارهنگ، اسپند، قارچ، پونه، تلخه، تشکیل می‌دهد.

## محیط زیست وزندگی جانورشناسی روستا
حیوانات: از گونه های جانوری که در روستا شناسایی شده می‌توان به روباه، گرگ، خوک، جوجه تیغی ،آهو، موش اشاره کرد و از مهم‌ترین این جانوران می‌توان به موش صحرای معروف به دو پهک اشاره کرد که این موش به رنگ سفید با دُم خیلی بلند و دارای دو دست کوتاه می‌باشد این جانور از فصل بهار شروع به جمع‌آوری آذوقه می‌کند و از مهم‌ترین خلاقیت‌های آن می‌توان به روش جمع‌آوری بادام اشاره کرد.

## محصولات روستا
از مهم‌ترین محصولات این روستا می‌توان به 'بادام - گردو – انگور – زردآلو - هلو اشاره کرد.
درخت بادام: با توجه به کمبود آب و کوهستانی بودن منطقه حدود ۷۰ درصد از محصولات باغی به این محصول اختصاص یافته‌است. این درختچه بیشتر در دره‌های شنزار و دارای آب و هوای سرد به صورت دیم کاشت می‌شود که ارتفاع آن به حدود ۴–۶ متر می‌رسد و در باغات هم به صورت آبی و در کنارپشته‌های انگورکشت می‌شود.
درخت گردو: امروزه به علت تجاری بودن محصول این درخت، ساکنین روستا بیشتر باغات خود را به این محصول اختصاص داده‌اند.
درخت انگور: با نام علمی انگوری‌ها vinifera از خانواده انگورسانان Vitaceae است. در این روستا انگور کشمشی، دیوانه، لعل، عسکری و انگشت عروس کشت می‌شود که بیشتر مصرف روستا بوده‌است.

## مردم‌شناسی

### جمعیت
بر پایه سرشماری عمومی نفوس و مسکن در سال ۱۳۹۵، جمعیت این روستا برابر با ۴۳ نفر (۲۰ خانوار) بوده‌است.

### نژاد و زبان مردم روستا
مردم این روستا از نژاد ترک و تیره بغایری هستند. که در زمان حمله هولاکوخان به ایران از منطقه قراقوم ترکمنستان به این منطقه کوچ داده شدند و زبان آن‌ها ترکی است.

#### قومیت‌های روستا
اهالی روستا همه ترک‌زبان و از قوم ترک هستند.
فامیلی‌های روستا
حاتمی، خانی، سعادتی، نصیری، قاسمی، خوش حسن و محمدی

## دین، مذهب و عقاید
مسلمانان ۱۰۰٪ جمعیت روستا را تشکیل می‌دهند که مذهب آن‌ها شیعه دوازده امامی است. اما در اعتقادات و باورهای آن‌ها می‌توان ریشه‌های از فرهنگ ترکان بدوی و باورهای دین زرتشتی را جستجو کرد.

### باورهای مردم روستا
هرگاه کف دست خارش پیدا کند پول بدست می‌آید.
موقع در آوردن کفش‌ها، اگر کفشها روی هم قرار بگیرد آن شخص به مسافرت می‌رود.
گر کسی اسب در خواب ببیند به مرادش خواهد رسید.
اگر کسی در خواب ببیند که درچاه سرنگون شده‌است بزودی خواهد مرد.
اگر جغد ی بالای خانه کسی درشب هنگام صدا کند بلایی برای اعضای آن خانواده صورت خواهد گرفت.
ریختن آب در شب هنگام، بر روی خاکستر روشن را باعث جن زدگی افراد دانسته و آن را شوم می‌دانند.
گذر از زیر درخت گردو در شب هنگام را باعث جن زدگی شخص وکج شدن صورت شخص می‌دانند.

### بازی‌های محلی ساکنین روستا
الک و دولک :در این بازی هر بازیکن یک چوب بلند در دست دارد و با آن به چوب کوچک‌تری که روی زمین است ضربه می‌زند تا آن را بجهاند. وقتی چوب جهید با چوب بلند خود در هوا ضربه‌ای به چوب جهیده شده می‌زند به‌طوری‌که به سمت بازیکن مقابل حرکت کند. بازیکن مقابل باید با چوب بلندی که در دست دارد چوب کوتاهی که به سمتش میآید را به سمتی دیگر پرت کند.
لِی لِی یک بازی گروهی است که در حیاط و فضای باز انجام می‌شود. اصول این بازی با پریدن از روی مربع‌های کشیده شده روی زمین است. هر مربع یک شماره دارد. شرکت‌کننده اول سنگی را روی یک شماره می‌اندازد و اگر توانست این کار را به‌طور دقیق انجام دهد با لِی لِی کردن همه مربع‌ها را به جز مربعی که سنگ را در آن انداخته طی می‌کند و سنگ را در بازگشت می‌آورد. طرح لی‌لی را با گچ یا زغال بر زمین می‌کشند.
پشیک پشیک (گربه گربه) که شرح بازی بیشتر زنانه اس و هر گروه رو یک نفر رهبری میکنه و با وسیله در دست که چادر یا طناب باشه مانع از ربودن گروه خود توسط یک نفر طرف مقابل می‌شود

#### ضرب‌المثل‌ها
پیچاق دستسنه کسمس = چاقو دسته اش را نمی‌برد.
یورقانوا گورآیاقو اوزات = به اندازه لحافت پایت را دراز کن.
سن مُنون دگرمّننده یون ادمبدرن = تو در آسیاب این آرد نکرده‌ای.
سن مُنون یُپُنن چاها گیدمَ= تو با طناب این به چاه مرو.
مُنون گوهانو یرن آستوننان گِدی = گاوآهن این شخص از زیر زمین می‌رود.

### طبابت سنتی با گیاهان دارویی در روستا
از مهم‌ترین گیاهانی که در بین اهالی روستابه عنوان گیاه دارویی مورد استفاده قرار می‌گیرد به شرح ذیل می‌باشد:
اسفند:
دود کردن اسفند در داخل خانه باعث ازبین رفتن میکروب‌ها می‌شود و از طرفی باعث از بین رفتن نظر و چشم بد ودوری اهریمن از منزل می‌گردد.
ترنجبین: شیرابه‌های برگ و ساقه‌های گیاه که ملین بوده و جوشانده آن برای سرفه و درد سینه مفید است و از دانه‌های آن جهت کمردرد استفاده می‌شود.
گل گاو زبان: از دم کرده این گیاه جهت موارد ذیل مورد استفاده می‌شود
۱)گل گاو زبان و برگ‌های آن تصفیه‌کننده خون است. ۲)آرام‌کننده اعصاب است. ۳)کلیه‌ها را تقویت می‌کند. ۴)سرماخوردگی را برطرف می‌کند. ۵)برای از بین بردن سرفه از دم کرده گل گاو زبان استفاده کنید.
۶)در درمان برونشیت مؤثر است. ۷) در درمان بیماری سرخک و مخملک مفید است.
۸)ضماد برگ‌های گاو زبان برای رفع ورم مؤثر است.
کاکوتی، که یکی از دم نوش‌های معروف روستای قوچقر است که در فصل بهار از کوه دل دل جمع می‌کنند.
اسطوخدوس که از باغ و کوه دل دل جمع‌آوری می‌شود که دم نوش دارویی برای بیماری‌های افسردگی و … می‌باشد.

## قزل اواچکن
کاسنی (بوزگورگ):گیاه کاسنی از جمله گیاهان مفیدی است که تاریخ استفاده آن به دوران‌های قبل از میلاد مسیح می‌رسد
و مصرف آن بین افراد جوامع مختلف متداول بوده‌است. این گیاه در روستای زالی رویش ندارد و آن را از دامنه
کوه‌های شاه حسن یا دامنه‌های کوه شاه جهان تهیه می‌کنند و اهالی روستا از این گیاه جهت تقویت معده به ویژه
در زمان ترش کردن از آن استفاده می‌کنند.
کنگر:گیاهی است خودرو با برگ‌های خاردار و ساقه‌های ضخیم شبیه به کرفس و یکی از مهم‌ترین مرکز رویش آن
زمین‌های هموار جنوب روستای زالی است و از تمام نقاط در فصل اردیبهشت و خرداد جهت تهیه این گیاه به این منطقه می‌آیند.
از این گیاه جهت میکروب زدایی کبد، هضم کردن غذا و دستگاه گوارش و لطافت پوست استفاده می‌شود.

## پوشاک
عرقچین
نظامی
چارقد
شال
شیلر
کفش

## معادن
معدن گچ:
معدن گل رس قرمز:

## غذاهای محلی روستا
شیر برنج: این غذا با شیر و برنج درست می‌شود و هنگام خوردن نیز روی آن شکر یا شیره انگور ریخته می‌شود.
آش بلند: رشته (خوشتلی) همراه با ادویه وپیاز، مواد تشکیل دهنده این نوع آش است و روی آن قاتق نیز ریخته می‌شود.
آش علفی (بالشتی): روش پخت این آش بدین صورت است که داخل خمیر ورق شده علف صحرایی (با نام آجار) قرار می‌دهند و در آب می‌جوشانند پس از پختن وهنگام استفاده، قاتق به آن اضافه می‌شود. این غذا جایگاه ویژه‌ای در سبد غذایی بهمن‌آبادی‌ها دارد.
رشته پلو: هنگامی که برنج را می‌جوشانند در ثانیه‌های آخر، رشته (خوشتلی) را به آن اضافه می‌کنند. پس از دم کشیدن روغن محلی داغ شده را به آن اضافه می‌کنند.
آبگوشت: این غذا البته چندان تفاوتی با مشابه خود دردیگر جاها ندارد، فقط نکته قابل توجه این که آنچه از این نوع در هیئت حسینی هنگام عزاداری اباعبدالله پخت می‌شود بسیار خوشمزه‌است.
قیلنله آش، قورتو، یاقلو فتیر

## مشاغل
مشاغل عمده روستا شامل: زراعت، باغداری، دامداری و کارگری است.